# Конья Бююкшехір (стадіон)
«Конья Бююкшехір Стадіум» (тур. Konya Büyükşehir Belediye Stadyumu) — багатофункціональний стадіон у місті Конья, Туреччина, домашня арена ФК «Коньяспор».

## Загальний опис
Стадіон побудований протягом 2012—2014 років та відкритий 13 вересня 2014 року. Є центральним об'єктом спортивного комплексу Коньї, до якого також входять мультиспортивний зал, відкрита атлетична арена, велодром та цілий ряд спортивних майданчиків різного профілю. До ансамблю комплексу також включені житлові будинки. Весь спортивний комплекс займає площу 40 га. Стадіон відповідає вимогам УЄФА. Має криті трибуни потужністю 42 276 глядачів. Дизайн арени має культурно-історичний підтекст. Фасад зображує алегорію одного із елементів культури суфістів танцю дервішів, а також репутацію Коньї як «велосипедного міста». У поєднанні з освітленням ці елементи особливо виражено характеризують місто. Напівпрозорий фасадний екран має характерну форму конуса та дозволяє здійснювати лазерні шоу і проєктування зображень зовні та всередині арени. Арена спроєктована як однорівневий стадіон з великою трибуною у 60 рядів по всьому периметру поля. VIP-зона та прес-центр розташовані на верхніх рядах основної трибуни. На стадіоні працюють центр фізкультури та фізіотерапії і магазини. Конструкція північної та південної трибун передбачає розширення трибунного простору для проведення особливих подій. На даху арени встановлена фотоелектрична система, яка є центром загальної енергетичної системи стадіону. Під час спорудження та експлуатації дотримується екологічна стійкість за рахунок інноваційних та інтегрованих технологічних заходів. Ці заходи включають в себе інтегрований захист від сонця за допомогою фасадного екрану, який допомагає мінімізувати використання кондиціонерів, вторинне використання вже використаної води для туалетів за принципом «повторне водопостачання + дощова вода», щоб зменшити споживання питної води на 50 %. Всі ці заходи реалізуються за рахунок природного зеленого кольору фасаду арени, використання вторинних ресурсів та низькоенергетичних будівельних матеріалів. Постійне використання локальної високоефективної когенераційної енергії для стадіону та житлового масиву сприяє збільшенню ефективності виробництва енергії до 95%. Загальна енергетична мережа забезпечує лише аварійне живлення.
Протягом 2014—2016 років стадіон носив назву «Торку Арена».